# スウィフトカレント (競走馬)
スウィフトカレント（欧字名:Swift Current、2001年4月9日 - 2022年3月6日）は、日本の競走馬、種牡馬。主な勝ち鞍に2006年の小倉記念。サマー2000シリーズの初代優勝馬。
馬名の意味は、「激流」。半兄に安田記念優勝のアサクサデンエン、半弟にドバイワールドカップ、有馬記念、皐月賞優勝のヴィクトワールピサがいる。

## 競走馬時代
2003年、デビュー戦となった12月の2歳新馬戦は、第17回ワールドスーパージョッキーズシリーズ出場のために来日していたクリストフ・スミヨンが騎乗して出走したが、のちに重賞馬となるブラックタイドに敗れて2着だった。
2004年、3月の未勝利戦で吉田稔が騎乗し、デビュー2戦目で初勝利を挙げる。続く4月の3歳500万下競走では、ポップロックらを抑え単勝1番人気に支持されるも2着、5月に格上挑戦で重賞競走初出走となる青葉賞に出走したが4番人気で4着だった。その後休養をはさんで出走した10月の3歳上500万下競走を武豊とのコンビで制し、11月には格上挑戦でアルゼンチン共和国杯に挑むも9着という結果に終わった。その後は自己条件のトウカイテイオーメモリアル（1000万下）で1番人気に支持されるも6着、続く天竜川特別（1000万下）では1番人気で2着となった。
2005年、前年のトウカイテイオーメモリアルから5戦連続で1番人気に支持されるも4月の白鷺特別（1000万下）まで勝利することはできなかった。しかし昇級後は2連敗し、夏に1000万下クラスに再降級し、再降級後3戦目となった9月3日の弥彦特別（1000万下）を後藤浩輝とのコンビで制した。さらに9月24日の夕月特別（1000万下）も制し、1600万下クラスに再昇級したが、再昇級後3走はすべて1番人気に支持されたが2着2回と4着1回という結果に終わった。
2006年、格上挑戦で挑んだ1月の日経新春杯で岩田康誠が初騎乗して2着となってオープン馬となった。その後半年ほど空いて出走した7月の小倉記念では福永祐一が初騎乗して、レースでは2着となったヴィータローザに1馬身4分の1差をつけて勝利し、重賞競走初勝利を挙げた。続く8月の新潟記念では1番人気に支持されたがトップガンジョーに敗れて4着となったものの、この年から始まったサマー2000シリーズの初代王者に輝いた。9月には横山典弘が初騎乗してオールカマーで4着となり、迎えたGI競走初挑戦となった10月の天皇賞（秋）では、7番人気という評価だったが、レースでは勝ったダイワメジャーから半馬身差の2着となった。その後もGI戦線を走るが11月のジャパンカップは8着、12月の第51回有馬記念は12着と凡走に終わった。
2007年、この年初戦となった2月の京都記念で5着、続く5月の金鯱賞で9戦ぶりに武豊が騎乗して2着となり、6月の宝塚記念に横山典弘とのコンビで出走したが13着という結果に終わった。その後、連覇を狙って出走した7月の小倉記念では1番人気に支持されたが7着という結果に終わり、ダート戦のブリーダーズゴールドカップへの出走登録を行ったが回避し、10月に富士ステークスに出走することになった。初の1600メートルのレースながら2番人気に支持されたが、レースではスタートで少し出遅れ、直線に向いても伸びず12着と惨敗の結果に終わった。レース後は連闘となる10月28日の第136回天皇賞（秋）と10月31日に行われる第7回JBCクラシックに出走登録を行ったがJBCクラシックは登録時点では補欠馬となっており、後日両方回避することが発表され、その後はレースに出走せずに山元トレーニングセンターへ放牧に出された。
2008年、山元トレーニングセンターからグリーンウッドを経て3月22日に帰厩し、当初は大阪杯で実戦復帰を予定していたが体調が整わず回避した。そのため復帰戦は5月10日の新潟大賞典となったが5着、続く5月30日の金鯱賞は12着という結果に終わった。次走はダート戦の帝王賞に出走予定だったが、疾病の理由で競走除外となった。その後はダート交流重賞を2戦して7着と5着、9月には芝に戻ってオールカマーに出走するも7着、ふたたびダートのマイルチャンピオンシップ南部杯も5着だった。11月にはふたたび芝に戻って出走した福島記念では内田博幸に乗り替わって6着、続く鳴尾記念では5着となり、この年は8戦して5度の5着が最高順位だった。
2009年、8歳となり3月1日の中山記念から始動したが7着、続く3月14日の中京記念ではブービーの15着と大敗し、結局この競走を最後に5月22日付で競走馬登録を抹消され引退が決まった。

## 競走成績
以下の内容は、netkeiba.comの情報に基づく。
| 競走日     | 競馬場 | 競走名                | 格       | 距離（馬場）  | 頭 数 | 枠 番 | 馬 番 | オッズ （人気） | 着順 | タイム （上り3F） | 着差 | 騎手            | 斤量 [kg] | 1着馬（2着馬）         | 馬体重 [kg] |
| ---------- | ------ | --------------------- | -------- | ------------- | ----- | ----- | ----- | --------------- | ---- | ----------------- | ---- | --------------- | --------- | ---------------------- | ----------- |
| 2003.12.07 | 阪神   | 2歳新馬               |          | 芝2000m（良） | 9     | 6     | 6     | 005.50（3人）   | 02着 | R2:03.1（35.6）   | -0.6 | 0C.スミヨン     | 55        | ブラックタイド         | 480         |
| 2004.03.20 | 中京   | 3歳未勝利             |          | 芝1800m（良） | 16    | 4     | 8     | 001.80（1人）   | 01着 | R1:50.0（34.7）   | -0.3 | 0吉田稔         | 56        | （エイシンザオウザン） | 488         |
| 0000.04.04 | 阪神   | 3歳500万下            |          | 芝2500m（稍） | 11    | 3     | 3     | 001.50（1人）   | 02着 | R2:37.9（34.7）   | -0.0 | 0M.デムーロ     | 56        | コスモステージ         | 478         |
| 0000.05.01 | 東京   | 青葉賞                | GII      | 芝2400m（良） | 17    | 5     | 10    | 007.50（4人）   | 04着 | R2:25.0（34.8）   | -0.9 | 0M.デムーロ     | 56        | ハイアーゲーム         | 476         |
| 0000.10.16 | 京都   | 3歳500万下            |          | 芝2400m（良） | 14    | 6     | 10    | 001.40（1人）   | 01着 | R2:26.5（35.3）   | -0.2 | 0武豊           | 54        | （マイネルマグナート） | 474         |
| 0000.11.07 | 東京   | アルゼンチン共和国杯  | GII      | 芝2500m（良） | 14    | 7     | 11    | 013.80（6人）   | 04着 | R2:34.4（34.7）   | -0.6 | 0勝浦正樹       | 50        | レニングラード         | 464         |
| 0000.11.28 | 東京   | トウカイテイオーM     | 1000万下 | 芝2000m（良） | 12    | 6     | 7     | 003.00（1人）   | 06着 | R2:02.4（33.6）   | -0.3 | 0M.デムーロ     | 55        | ヒカルドウキセイ       | 476         |
| 0000.12.29 | 中京   | 天竜川特別            | 1000万下 | 芝2500m（良） | 11    | 3     | 3     | 002.20（1人）   | 02着 | R2:33.6（34.7）   | -0.4 | 0四位洋文       | 55        | クラクエンチーフ       | 476         |
| 2005.02.20 | 京都   | 琵琶湖特別            | 1000万下 | 芝2400m（稍） | 16    | 1     | 2     | 003.20（1人）   | 06着 | R2:29.0（36.8）   | -0.3 | 0小牧太         | 56        | エローグ               | 484         |
| 0000.03.20 | 中京   | 名鉄杯                | 1000万下 | 芝1800m（良） | 15    | 7     | 14    | 003.30（1人）   | 02着 | R1:47.9（34.7）   | -0.1 | 0吉田稔         | 57        | ロックカーニバル       | 480         |
| 0000.04.17 | 阪神   | 白鷺特別              | 1000万下 | 芝2500m（良） | 13    | 8     | 13    | 003.30（1人）   | 01着 | R2:31.2（36.4）   | -0.3 | 0吉田稔         | 57        | （リキアイサイレンス） | 476         |
| 0000.05.01 | 京都   | 烏丸S                 | 1600万下 | 芝2400m（良） | 13    | 6     | 8     | 003.70（2人）   | 04着 | R2:23.7（34.9）   | -0.3 | 0G.ボス         | 56        | ダディーズドリーム     | 474         |
| 0000.05.21 | 東京   | 目黒記念              | GII      | 芝2500m（良） | 18    | 6     | 12    | 014.30（8人）   | 17着 | R2:32.8（38.2）   | -3.0 | 0横山典弘       | 53        | オペラシチー           | 458         |
| 0000.07.02 | 阪神   | 三田特別              | 1000万下 | 芝2200m（稍） | 12    | 4     | 4     | 003.70（2人）   | 04着 | R2:16.9（36.4）   | -0.7 | 0武豊           | 57        | サザンツイスター       | 478         |
| 0000.08.07 | 新潟   | 信濃川特別            | 1000万下 | 芝2000m（良） | 15    | 7     | 12    | 006.60（3人）   | 03着 | R1:59.6（32.7）   | -1.2 | 0吉田稔         | 57.5      | ソーユアフロスト       | 474         |
| 0000.09.03 | 新潟   | 弥彦特別              | 1000万下 | 芝1800m（良） | 18    | 3     | 5     | 003.30（1人）   | 01着 | R1:46.7（33.6）   | -0.3 | 0後藤浩輝       | 57        | （メジロベネット）     | 474         |
| 0000.09.24 | 阪神   | 夕月特別              | 1000万下 | 芝2000m（良） | 9     | 6     | 6     | 001.50（1人）   | 01着 | R2:01.7（35.3）   | -0.0 | 0武豊           | 58        | （トーワクリスタル）   | 480         |
| 0000.10.23 | 東京   | テレビ静岡賞          | 1600万下 | 芝1800m（良） | 11    | 6     | 6     | 003.20（1人）   | 02着 | R1:47.1（33.4）   | -0.0 | 0後藤浩輝       | 57        | シェイクマイハート     | 476         |
| 0000.11.20 | 京都   | 古都S                 | 1600万下 | 芝2200m（良） | 12    | 7     | 9     | 003.20（1人）   | 02着 | R2:14.4（33.8）   | -0.0 | 0武豊           | 57.5      | アドマイヤフジ         | 490         |
| 0000.12.18 | 阪神   | オリオンS             | 1600万下 | 芝2000m（良） | 12    | 6     | 7     | 001.40（1人）   | 04着 | R2:04.7（35.5）   | -0.4 | 0武豊           | 57        | エイシンドーバー       | 490         |
| 2006.01.15 | 京都   | 日経新春杯            | GII      | 芝2400m（稍） | 12    | 8     | 11    | 010.70（6人）   | 02着 | R2:26.3（35.1）   | -0.0 | 0岩田康誠       | 54        | アドマイヤフジ         | 484         |
| 0000.07.30 | 小倉   | 小倉記念              | GIII     | 芝2000m（良） | 13    | 8     | 12    | 009.90（4人）   | 01着 | R1:57.8（34.5）   | -0.2 | 0福永祐一       | 55        | （ヴィータローザ）     | 484         |
| 0000.08.27 | 新潟   | 新潟記念              | GIII     | 芝2000m（良） | 17    | 8     | 18    | 003.40（1人）   | 04着 | R1:57.4（34.0）   | -0.2 | 0福永祐一       | 57        | トップガンジョー       | 476         |
| 0000.09.24 | 中山   | オールカマー          | GII      | 芝2200m（良） | 15    | 2     | 3     | 004.90（3人）   | 04着 | R2:12.1（34.7）   | -0.0 | 0横山典弘       | 57        | バランスオブゲーム     | 474         |
| 0000.10.29 | 東京   | 天皇賞（秋）          | GI       | 芝2000m（良） | 16    | 5     | 10    | 016.20（7人）   | 02着 | R1:58.9（34.7）   | -0.1 | 0横山典弘       | 58        | ダイワメジャー         | 484         |
| 0000.11.26 | 東京   | ジャパンC             | GI       | 芝2400m（良） | 11    | 2     | 2     | 043.30（7人）   | 08着 | R2:26.1（34.6）   | -1.0 | 0横山典弘       | 57        | ディープインパクト     | 482         |
| 0000.12.24 | 中山   | 有馬記念              | GI       | 芝2500m（良） | 14    | 7     | 11    | 092.0（11人）   | 12着 | R2:33.3（34.4）   | -1.4 | 0横山典弘       | 57        | ディープインパクト     | 478         |
| 2007.02.17 | 京都   | 京都記念              | GII      | 芝2200m（稍） | 14    | 3     | 4     | 012.60（5人）   | 05着 | R2:17.6（35.4）   | -0.4 | 0福永祐一       | 57        | アドマイヤムーン       | 492         |
| 0000.05.26 | 中京   | 金鯱賞                | GII      | 芝2000m（良） | 12    | 1     | 1     | 004.40（3人）   | 02着 | R1:57.2（35.0）   | -0.0 | 0武豊           | 57        | ローゼンクロイツ       | 476         |
| 0000.06.24 | 阪神   | 宝塚記念              | GI       | 芝2200m（稍） | 18    | 1     | 1     | 046.90（8人）   | 13着 | R2:15.9（39.2）   | -3.5 | 0横山典弘       | 58        | アドマイヤムーン       | 480         |
| 0000.07.29 | 小倉   | 小倉記念              | JpnIII   | 芝2000m（良） | 12    | 5     | 5     | 003.70（1人）   | 07着 | R1:59.4（35.5）   | -0.7 | 0横山典弘       | 58        | サンレイジャスパー     | 480         |
| 0000.10.20 | 東京   | 富士S                 | GIII     | 芝1600m（良） | 18    | 6     | 11    | 006.00（2人）   | 12着 | R1:34.0（34.4）   | -0.7 | 0横山典弘       | 56        | マイネルシーガル       | 476         |
| 2008.05.10 | 新潟   | 新潟大賞典            | JpnIII   | 芝2000m（良） | 16    | 8     | 16    | 010.90（4人）   | 05着 | R1:58.9（32.5）   | -0.4 | 0横山典弘       | 57.5      | オースミグラスワン     | 478         |
| 0000.05.31 | 中京   | 金鯱賞                | GII      | 芝2000m（稍） | 17    | 5     | 10    | 026.90（9人）   | 12着 | R2:00.2（34.8）   | -1.1 | 0四位洋文       | 57        | エイシンデピュティ     | 476         |
| 0000.06.25 | 大井   | 帝王賞                | JpnI     | ダ2000m（稍） | 13    | 3     | 13    |                 | 取消 |                   |      | 0武豊           | 57        | フリオーソ             | 計不        |
| 0000.07.21 | 盛岡   | マーキュリーC         | JpnIII   | ダ2000m（良） | 14    | 2     | 2     | 013.20（5人）   | 07着 | R2:08.4           | -3.3 | 0福永祐一       | 57        | サカラート             | 478         |
| 0000.08.14 | 旭川   | ブリーダーズゴールドC | JpnII    | ダ2300m（良） | 13    | 4     | 5     | 015.80（5人）   | 05着 | R2:33.5（39.8）   | -2.2 | 0福永祐一       | 56        | メイショウトウコン     | 482         |
| 0000.09.28 | 中山   | オールカマー          | GII      | 芝2200m（良） | 14    | 3     | 3     | 055.70（9人）   | 07着 | R2:12.9（35.0）   | -0.9 | 0勝浦正樹       | 57        | マツリダゴッホ         | 472         |
| 0000.10.13 | 盛岡   | マイルCS南部杯        | JpnI     | ダ1600m（良） | 14    | 7     | 12    | 033.80（5人）   | 05着 | R1:39.9           | -2.6 | 0勝浦正樹       | 57        | ブルーコンコルド       | 474         |
| 0000.11.24 | 福島   | 福島記念              | JpnIII   | 芝2000m（良） | 15    | 4     | 7     | 023.0（10人）   | 06着 | R2:00.5（36.0）   | -0.4 | 0内田博幸       | 57        | マンハッタンスカイ     | 482         |
| 0000.12.06 | 阪神   | 鳴尾記念              | GIII     | 芝1800m（良） | 17    | 5     | 9     | 043.7（10人）   | 05着 | R1:47.3（36.6）   | -1.3 | 0C.ウィリアムズ | 58        | サクラメガワンダー     | 484         |
| 2009.03.01 | 中山   | 中山記念              | GII      | 芝1800m（稍） | 10    | 4     | 4     | 060.10（8人）   | 07着 | R1:50.1（35.3）   | -0.9 | 0田中勝春       | 57        | カンパニー             | 482         |
| 0000.03.14 | 中京   | 中京記念              | GIII     | 芝2000m（重） | 18    | 8     | 16    | 048.7（13人）   | 15着 | R2:02.4（38.0）   | -2.0 | 0佐藤哲三       | 56        | サクラオリオン         | 486         |

## 種牡馬時代
競走馬引退後は種牡馬入りすることが発表された。当初繋養先は未定であったが、ブリーダーズ・スタリオン・ステーションで繋養されることが決まった。
2013年7月21日の函館1R2歳未勝利にてサンダラスが産駒の中央初勝利を記録。同馬は9月14日に阪神9R野路菊Sを勝利しオープン競走初勝利も記録している。その後はビッグレッドファームを経て、2015年秋から青森県の太田ファームで種牡馬として繋養されていたが、2020年に以前より種付けのために訪れていた東北牧場に移動。そこで種牡馬を続けていたが、2022年3月6日、腸捻転により死亡した。21歳没。

### 主な産駒
- 2011年産
  - ヨシノミカエル（2013年ライデンリーダー記念）
  - ユノエスケープ（2014年梅桜賞）
- 2013年産
  - リックカグラ（2015年知床賞）
- 2014年産
  - タッチスプリント（2017年若草賞）

### 母の父としての主な産駒

#### グレード制重賞優勝馬
- 2020年産
  - ブトンドール（2022年函館2歳ステークス）- 父ビッグアーサー[9]

#### 地方重賞優勝馬
- 2021年産
  - フジユージーン（2023年ビギナーズカップ、ネクストスター盛岡、南部駒賞、2024年スプリングカップ、ダイヤモンドカップ、東北優駿、楠賞）- 父ゴールデンバローズ[10]

## 血統表
| スウィフトカレントの血統（サンデーサイレンス系（ヘイルトゥリーズン系） / Halo 2 x 4 = 31.25%） | スウィフトカレントの血統（サンデーサイレンス系（ヘイルトゥリーズン系） / Halo 2 x 4 = 31.25%） | スウィフトカレントの血統（サンデーサイレンス系（ヘイルトゥリーズン系） / Halo 2 x 4 = 31.25%） | （血統表の出典）       | （血統表の出典） |
| 父 *サンデーサイレンス Sunday Silence 1986 青鹿毛                                              | 父の父Halo 1969 黒鹿毛                                                                         | Hail to Reason                                                                                 | Turn-to                | Turn-to          |
| 父 *サンデーサイレンス Sunday Silence 1986 青鹿毛                                              | 父の父Halo 1969 黒鹿毛                                                                         | Hail to Reason                                                                                 | Nothirdchance          |                  |
| 父 *サンデーサイレンス Sunday Silence 1986 青鹿毛                                              | 父の父Halo 1969 黒鹿毛                                                                         | Cosmah                                                                                         | Cosmic Bomb            | Cosmic Bomb      |
| 父 *サンデーサイレンス Sunday Silence 1986 青鹿毛                                              | 父の父Halo 1969 黒鹿毛                                                                         | Cosmah                                                                                         | Almahmoud              |                  |
| 父 *サンデーサイレンス Sunday Silence 1986 青鹿毛                                              | 父の母Wishing Well 1975 鹿毛                                                                   | Understanding                                                                                  | Promised Land          | Promised Land    |
| 父 *サンデーサイレンス Sunday Silence 1986 青鹿毛                                              | 父の母Wishing Well 1975 鹿毛                                                                   | Understanding                                                                                  | Pretty Ways            |                  |
| 父 *サンデーサイレンス Sunday Silence 1986 青鹿毛                                              | 父の母Wishing Well 1975 鹿毛                                                                   | Mountain Flower                                                                                | Montparnasse           | Montparnasse     |
| 父 *サンデーサイレンス Sunday Silence 1986 青鹿毛                                              | 父の母Wishing Well 1975 鹿毛                                                                   | Mountain Flower                                                                                | Edelweiss              |                  |
| 母 *ホワイトウォーターアフェア Whitewater Affair 1993 栗毛                                     | 母の父Machiavellian 1987 鹿毛                                                                  | Mr. Prospector                                                                                 | Raise a Native         | Raise a Native   |
| 母 *ホワイトウォーターアフェア Whitewater Affair 1993 栗毛                                     | 母の父Machiavellian 1987 鹿毛                                                                  | Mr. Prospector                                                                                 | Gold Digger            |                  |
| 母 *ホワイトウォーターアフェア Whitewater Affair 1993 栗毛                                     | 母の父Machiavellian 1987 鹿毛                                                                  | Coup de Folie                                                                                  | Halo                   | Halo             |
| 母 *ホワイトウォーターアフェア Whitewater Affair 1993 栗毛                                     | 母の父Machiavellian 1987 鹿毛                                                                  | Coup de Folie                                                                                  | Raise the Standard     |                  |
| 母 *ホワイトウォーターアフェア Whitewater Affair 1993 栗毛                                     | 母の母Much Too Risky 1982 栗毛                                                                 | Bustino                                                                                        | Busted                 | Busted           |
| 母 *ホワイトウォーターアフェア Whitewater Affair 1993 栗毛                                     | 母の母Much Too Risky 1982 栗毛                                                                 | Bustino                                                                                        | Ship Yard              |                  |
| 母 *ホワイトウォーターアフェア Whitewater Affair 1993 栗毛                                     | 母の母Much Too Risky 1982 栗毛                                                                 | Short Rations                                                                                  | Lorenzaccio            | Lorenzaccio      |
| 母 *ホワイトウォーターアフェア Whitewater Affair 1993 栗毛                                     | 母の母Much Too Risky 1982 栗毛                                                                 | Short Rations                                                                                  | Short Commons F-No.8-d |                  |

- 主な近親にレベルスロマンス（BCターフほか）、ローブティサージュ（阪神ジュベナイルフィリーズほか）、デュープロセス（兵庫ゴールドトロフィー）。